# Walsh-Gletscher (Alaska)
Der Walsh-Gletscher ist ein 70 km langer Talgletscher in der Eliaskette in Yukon (Kanada) und Alaska (USA). Der Gletscher wurde nach James Morrow Walsh benannt, der Superintendent der Royal Canadian Mounted Police (RCMP) für das Yukon-Territorium war.
Der Walsh-Gletscher hat sein Nährgebiet an der Südflanke des Mount Steele. Er strömt anfangs 25 km in südsüdwestlicher Richtung und wendet sich anschließend nach Westen. Der Centennial Peak erhebt sich nördlich des 2,8 km breiten Gletschers. Die letzten 12 km liegen in Alaska. Ein schmaler Bergkamm trennt den Walsh-Gletscher vom weiter südlich gelegenen Logan-Gletscher. Beide Gletscher vereinigen sich schließlich auf einer Höhe von etwa 1200 m.